# Jihomoravský kraj
Jihomoravský kraj (v letech 2000–2001 Brněnský kraj) je vyšší územně samosprávný celek České republiky, který vznikl v roce 2000 na jižní a středozápadní Moravě. Jeho území o celkové rozloze 7188 km² je tvořeno sedmi okresy, které se nachází ve střední části územního Jihomoravského kraje. Jedná se o okresy Blansko, Brno-město, Brno-venkov, Břeclav, Hodonín, Vyškov a Znojmo. Samosprávný Jihomoravský kraj na jihozápadě hraničí s Jihočeským krajem, na západě s Krajem Vysočina, na severu s Pardubickým krajem, na severovýchodě s Olomouckým krajem a na východě se Zlínským krajem. Jižní a jihovýchodní krajská hranice tvoří zároveň státní hranici s Rakouskem (země Dolní Rakousy) a Slovenskem (Trenčínský a Trnavský kraj). V Jihomoravském kraji žije přibližně 1,23 milionu obyvatel, nachází se zde 672 obcí, z toho 50 měst a 41 městysů, a jeden vojenský újezd. Sídlem a zároveň největším městem Jihomoravského kraje je Brno.
Téměř celý Jihomoravský kraj leží na historickém území Moravy, převážně na Moravě jižní, částečně na středozápadní (okolí Boskovic a Letovic). Výjimkou je osada Jobova Lhota v okrese Blansko, která se nachází na území Čech. Oblasti Valticka a Dyjského trojúhelníku v okrese Břeclav byly do roku 1920 součástí Dolních Rakous.

## Přírodní podmínky
Zatímco západ a sever kraje pokrývá okraj Českomoravské vrchoviny a téměř celá Brněnská vrchovina (jejíž součástí je Drahanská vrchovina s Moravským krasem), do jihovýchodní části už zasahují Karpaty – Moravsko-slovenské Karpaty, Středomoravské Karpaty a Jihomoravské Karpaty. Ty jsou od západních vrchovin odděleny Západními Vněkarpatskými sníženinami – Dyjsko-svrateckým úvalem a Vyškovskou bránou. Na jihu zasahuje na území kraje také Jihomoravská pánev v podobě Dolnomoravského úvalu, na samém severu pak také okrajové výběžky Orlické podsoustavy a Východočeské tabule. O své nejvyšší pohoří, Bílé Karpaty, se Jihomoravský kraj dělí se Zlínským krajem i se Slovenskem. Trojmezí těchto územních celků je s výškou 838 m n. m. (dle jiných zdrojů 836 m n. m.) nejvýše položeným bodem kraje. Místo se nachází nedaleko vrcholu Durda (842 m) ležícího na Slovensku, přibližně 2 km západně od nejvyššího vrcholu geomorfologického celku, jímž je Velká Javořina (970 m). Nejvyšším vrcholem kraje je Čapec (819 m), ležící taktéž u hranice se Slovenskem, přibližně 2 km jihozápadně od Durdy.
Celý kraj náleží k úmoří Černého moře a k povodí Dunaje, do kterého vody z kraje odvádí řeka Morava. V nížině u česko-slovensko-rakouského trojmezí se k ní přidává Dyje, do níž v Dyjsko-svrateckém úvalu ústí další důležité řeky regionu, Jihlava se svým přítokem Oslavou a Svratka se svým přítokem Svitavou. Soutok Moravy a Dyje na česko-slovensko-rakouském trojmezí je s nadmořskou výškou 150 m nejnižším bodem kraje.
Na území Jihomoravského kraje se nachází Národní park Podyjí a dále čtyři chráněné krajinné oblasti: Bílé Karpaty (z větší části na území Zlínského kraje), Moravský kras, Pálava a Soutok.

## Administrativní členění
Území kraje je vymezeno územím sedmi okresů: Blansko, Brno-město, Brno-venkov, Břeclav, Hodonín, Vyškov a Znojmo.
K 1. lednu 2003 zanikly okresní úřady a samosprávné kraje se od té doby pro účely státní správy dělí na správní obvody obcí s rozšířenou působností. Kromě dřívějších okresních měst Blanska, Brna, Břeclavi, Hodonína, Vyškova a Znojma, jsou jimi také Boskovice, Bučovice, Hustopeče, Ivančice, Kuřim, Kyjov, Mikulov, Moravský Krumlov, Pohořelice, Rosice, Slavkov u Brna, Šlapanice, Tišnov, Veselí nad Moravou, Židlochovice. Těchto 21 správních obvodů (tzv. malých okresů) se dále dělí na správní obvody obcí s pověřeným obecním úřadem, kterých je v Jihomoravském kraji celkem 34.
V Jihomoravském kraji je 672 obcí, z toho 41 z nich má status městyse a 50 obcí status města. Na území kraje také existuje jeden vojenský újezd – Březina, kde nikdo trvale nebydlí. Podíl městského obyvatelstva je asi 63,5 % z celkového počtu obyvatel kraje. Sídelním městem kraje je statutární město Brno, jež je druhým největším městem v Česku a jeho význam přesahuje hranice kraje – je např. sídlem nejvyšších justičních institucí a místem konání velkých událostí evropského významu. Rozlohou 7 195 km² (9 % rozlohy ČR) zaujímá Jihomoravský kraj čtvrté místo v České republice, počtem 1,2 milionu obyvatel (11 % z ČR) je na třetím místě.

## Obyvatelstvo

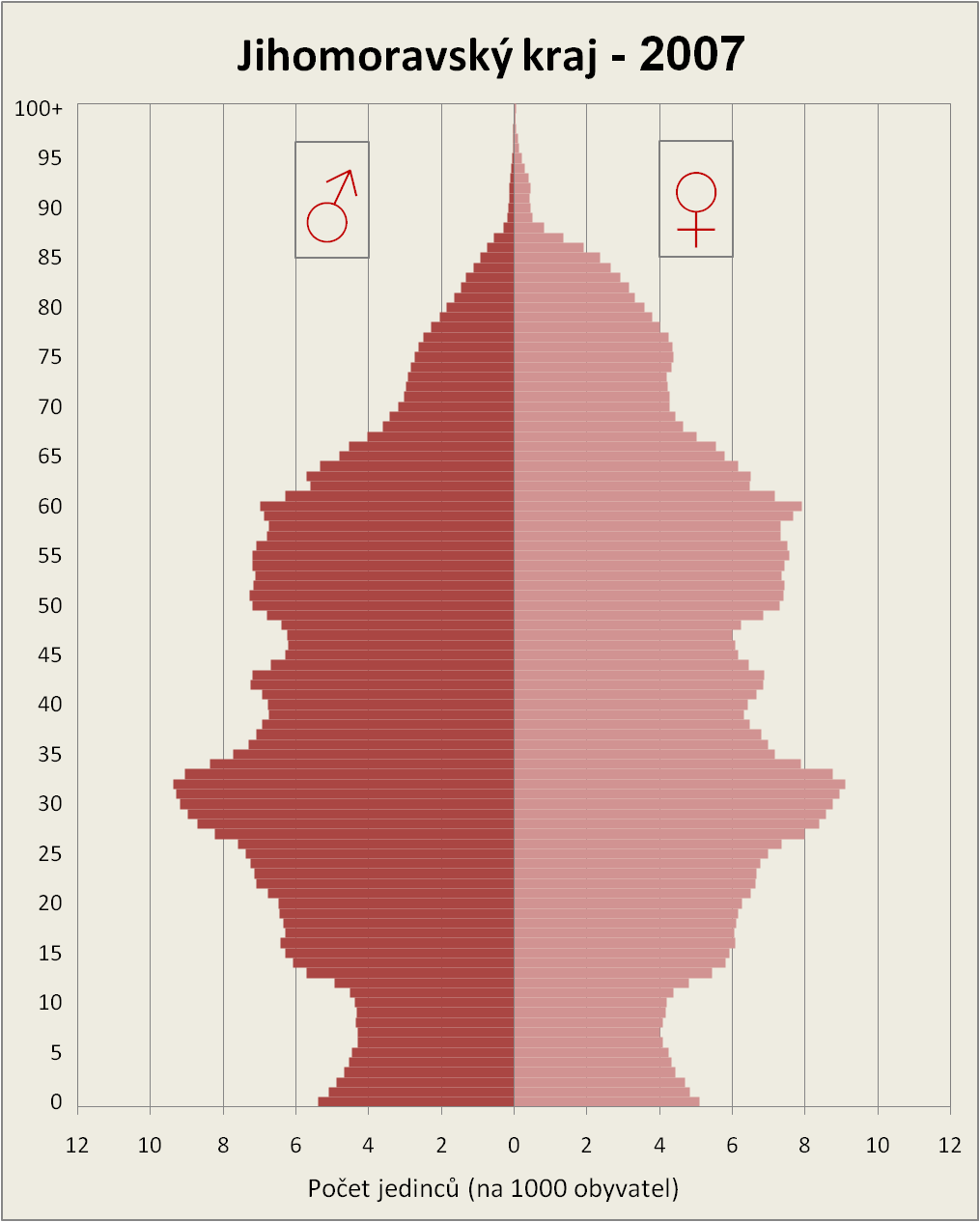
Věková pyramida obyvatelstva Jihomoravského kraje (2007)

| Statistické údaje k 1. 1. 2022 | Statistické údaje k 1. 1. 2022 | Statistické údaje k 1. 1. 2022 | Statistické údaje k 1. 1. 2022 | Statistické údaje k 1. 1. 2022 | Statistické údaje k 1. 1. 2022 |
| Okresy                         | Rozloha                        | Počet obyvatel                 | Průměrný věk                   | Hustota zalidnění              | Počet obcí                     |
| ------------------------------ | ------------------------------ | ------------------------------ | ------------------------------ | ------------------------------ | ------------------------------ |
| Blansko                        | 862 km²                        | 107 912                        | 42,9 let                       | 125 obyv./km²                  | 116                            |
| Brno-město                     | 230 km²                        | 379 466                        | 42,9 let                       | 1650 obyv./km²                 | 1                              |
| Brno-venkov                    | 1 499 km²                      | 225 514                        | 41,2 let                       | 150 obyv./km²                  | 187                            |
| Břeclav                        | 1 038 km²                      | 114 801                        | 43,2 let                       | 111 obyv./km²                  | 63                             |
| Hodonín                        | 1 099 km²                      | 151 096                        | 44,0 let                       | 137 obyv./km²                  | 82                             |
| Vyškov                         | 869 km²                        | 92 317                         | 42,0 let                       | 106 obyv./km²                  | 79 (+ 1 voj. újezd)            |
| Znojmo                         | 1 590 km²                      | 113 462                        | 42,7 let                       | 71 obyv./km²                   | 144                            |

### Města nad 10 000 obyvatel
| Město              | Okres       | 1980    | 1991    | 2001    | 2011    | 2021    | 1. 1. 2025 |
| ------------------ | ----------- | ------- | ------- | ------- | ------- | ------- | ---------- |
| Brno               | Brno-město  | 371 463 | 388 296 | 376 172 | 385 913 | 398 510 | 402 739    |
| Znojmo             | Znojmo      | 34 550  | 36 134  | 35 758  | 34 122  | 33 736  | 34 172     |
| Břeclav            | Břeclav     | 22 671  | 24 979  | 25 485  | 24 737  | 24 318  | 24 538     |
| Hodonín            | Hodonín     | 25 485  | 28 230  | 27 361  | 24 961  | 24 100  | 23 517     |
| Vyškov             | Vyškov      | 19 288  | 22 696  | 22 514  | 21 391  | 20 304  | 20 645     |
| Blansko            | Blansko     | 18 912  | 20 783  | 20 594  | 20 629  | 19 900  | 20 002     |
| Boskovice          | Blansko     | 11 045  | 11 290  | 11 359  | 11 502  | 11 919  | 12 508     |
| Kuřim              | Brno-venkov | 7 695   | 8 621   | 8 930   | 11 540  | 11 485  | 11 860     |
| Kyjov              | Hodonín     | 12 632  | 12 920  | 12 413  | 11 462  | 11 002  | 10 645     |
| Veselí nad Moravou | Hodonín     | 12 464  | 12 516  | 12 256  | 11 266  | 10 355  | 10 623     |

## Změna hranice kraje k 1. lednu 2005
Dne 1. ledna 2005 byla z okresů kraje Vysočina převedena do okresu Brno-venkov pod Jihomoravský kraj řada obcí západně od Tišnova (Nedvědice s částí Pernštejn; Černvír; Doubravník s částí Křížovice; Borač s částí Podolí; Pernštejnské Jestřabí s částmi Maňová, Husle a Jilmoví; Olší s částmi Litava, Klokočí a Rakové; Drahonín; Žďárec s částí Víckov; Vratislávka; Tišnovská Nová Ves; Skryje; Kaly s částí Zahrada; Dolní Loučky s částí Střemchoví; Horní Loučky; Újezd u Tišnova; Řikonín; Kuřimské Jestřabí s částí Blahoňov; Kuřimská Nová Ves s částí Prosatín; Lubné; Níhov; Rojetín; Borovník; Katov; Křižínkov) a obec Senorady západně od Oslavan.

## Samospráva

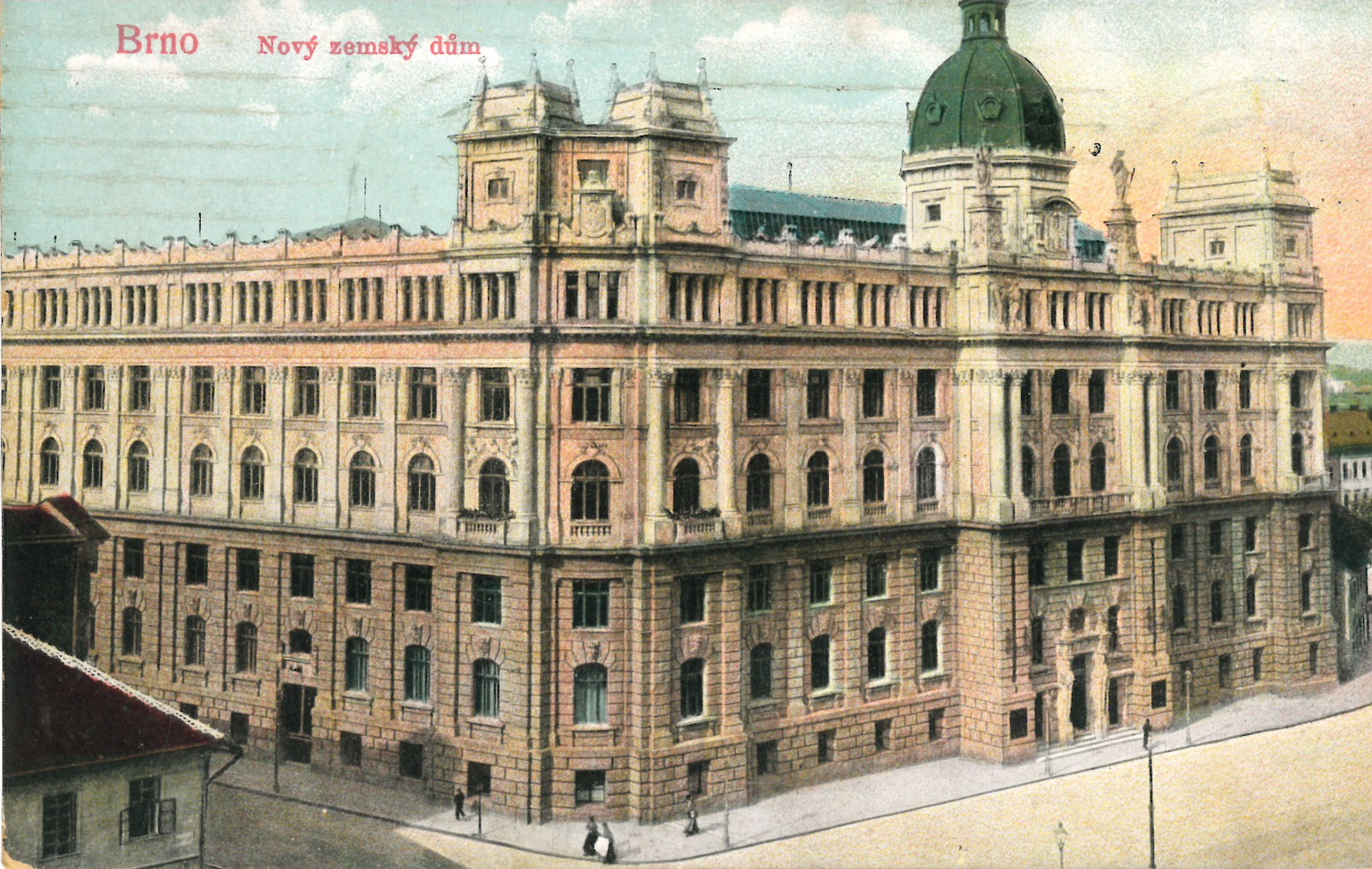
Budova dnešního sídla krajského úřadu Jihomoravského kraje na Žerotínově náměstí, v jejímž II. patře byly v letech 1931–2007 uloženy moravské zemské desky, krátce po svém postavení

Zastupitelstvo kraje má 65 a rada 11 členů. Krajských voleb se v říjnu 2020 účastnilo 38,82 % voličů a zvítězilo v nich hnutí ANO 2011, které získalo 19,76 % hlasů a 15 mandátů v zastupitelstvu. Na dalších místech se umístili KDU-ČSL (15,54 % hlasů, 11 mandátů), Piráti (13,8 % hlasů, 10 mandátů), ODS s podporou Svobodných a hnutí Starostové a osobnosti pro Moravu (12,77 % hlasů, 9 mandátů), Starostové pro jižní Moravu (10,4 % hlasů, 7 mandátů), Spolu pro Moravu (6,62 % hlasů, 5 mandátů), SPD (6,25 % hlasů, 4 mandáty) a ČSSD (5,67 % hlasů, 4 mandáty).
Povolební koalice KDU-ČSL, Pirátů, ODS a Starostů získala 37 mandátů v zastupitelstvu, které do krajské rady zvolilo 4 členy ODS, 3 členy Pirátů, 2 členy KDU-ČSL a 2 členy Starostů. Hejtmanem byl zvolen Jan Grolich (KDU-ČSL), náměstky Lukáš Dubec (Piráti), Jiří Nantl (ODS), František Lukl (STAN) a Jan Zámečník (KDU-ČSL). V červnu 2023 rezignoval na post náměstka hejtmana Jiří Nantl (ODS) a nahradil jej Jiří Crha (ODS). Dříve byli hejtmany Stanislav Juránek za KDU-ČSL (2000–2008), Michal Hašek za ČSSD (2008–2016) a Bohumil Šimek za hnutí ANO (2016–2020).

## Historie

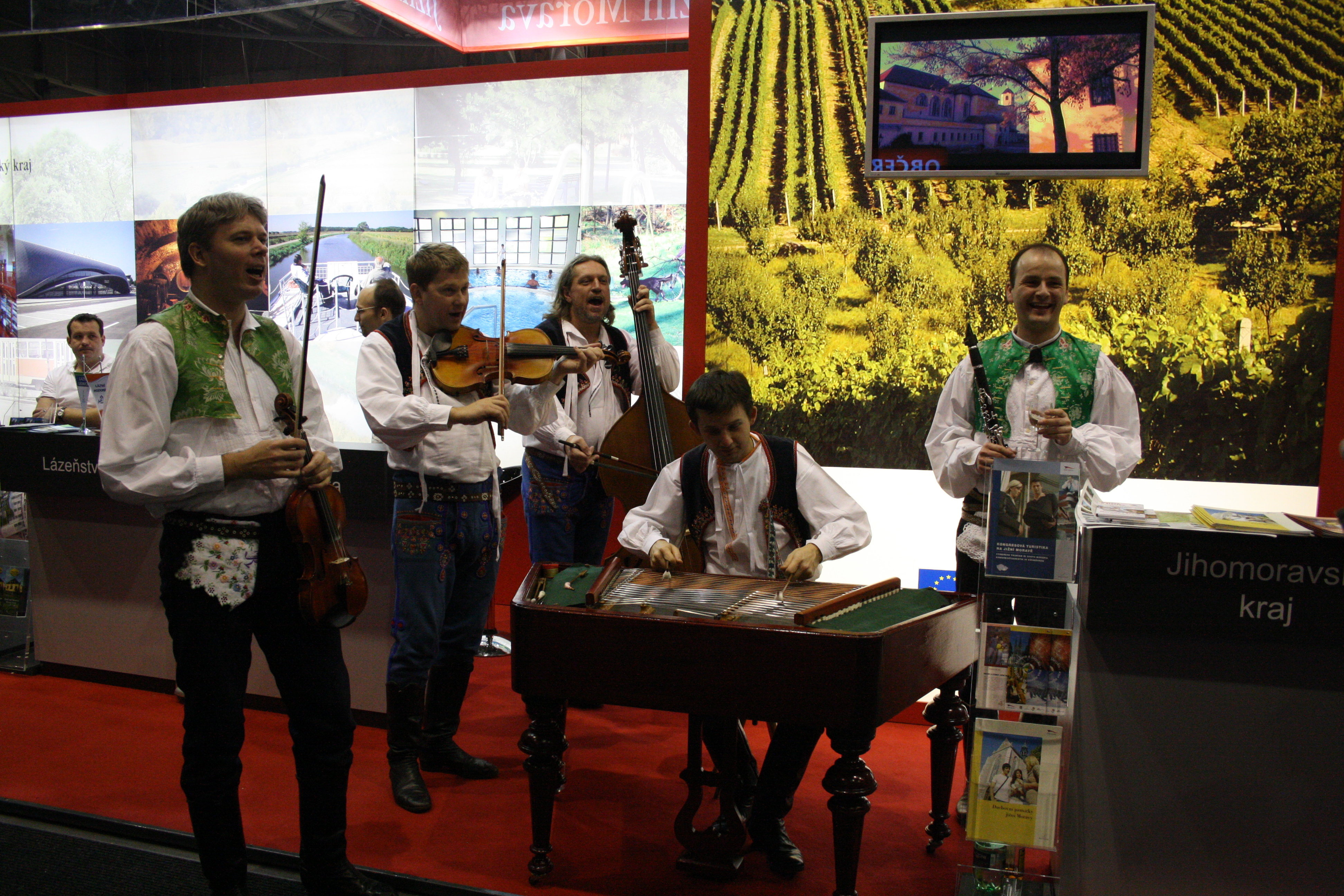
Jihomoravský folklorní soubor

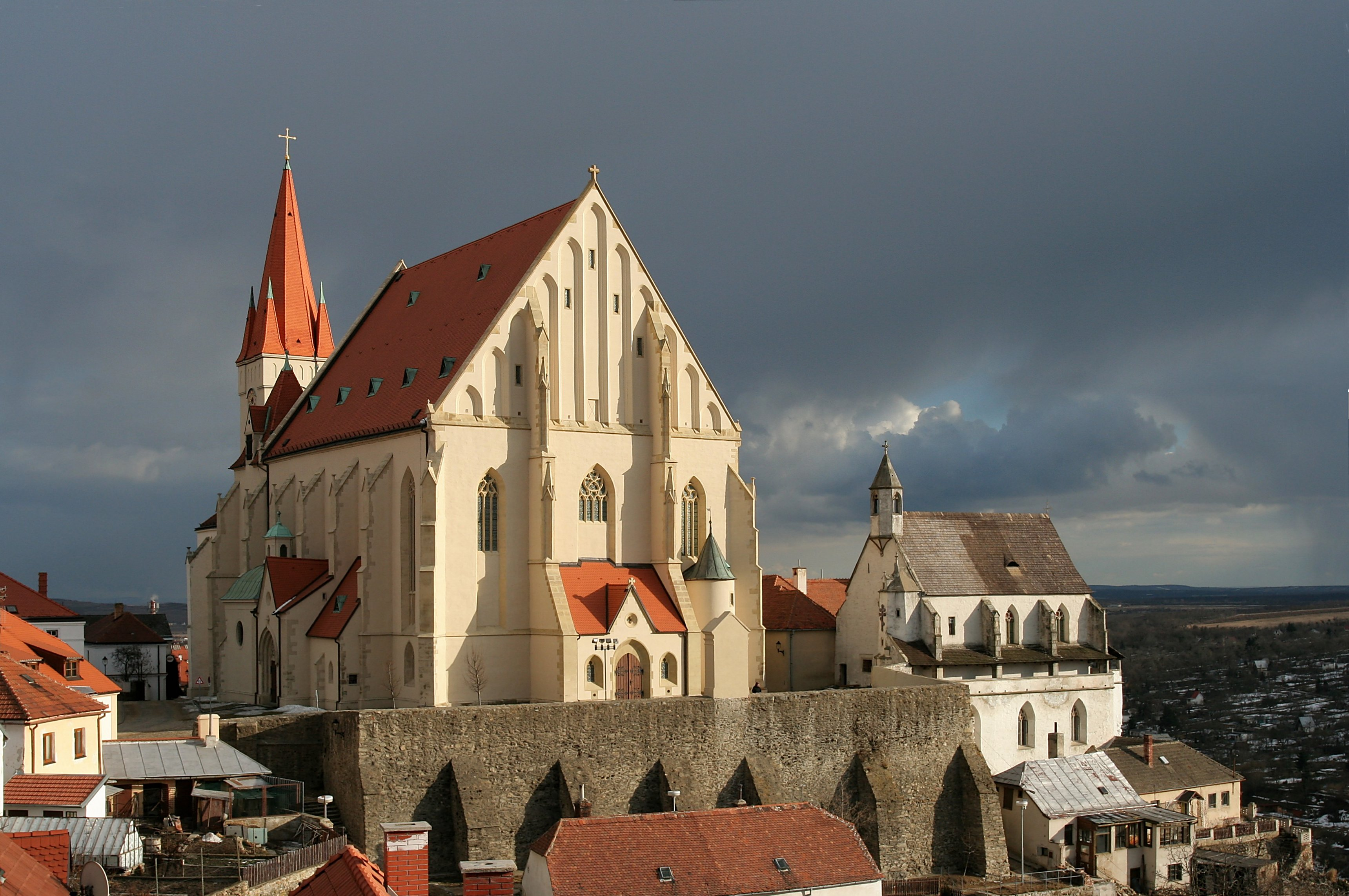
Kostel sv. Mikuláše ve Znojmě

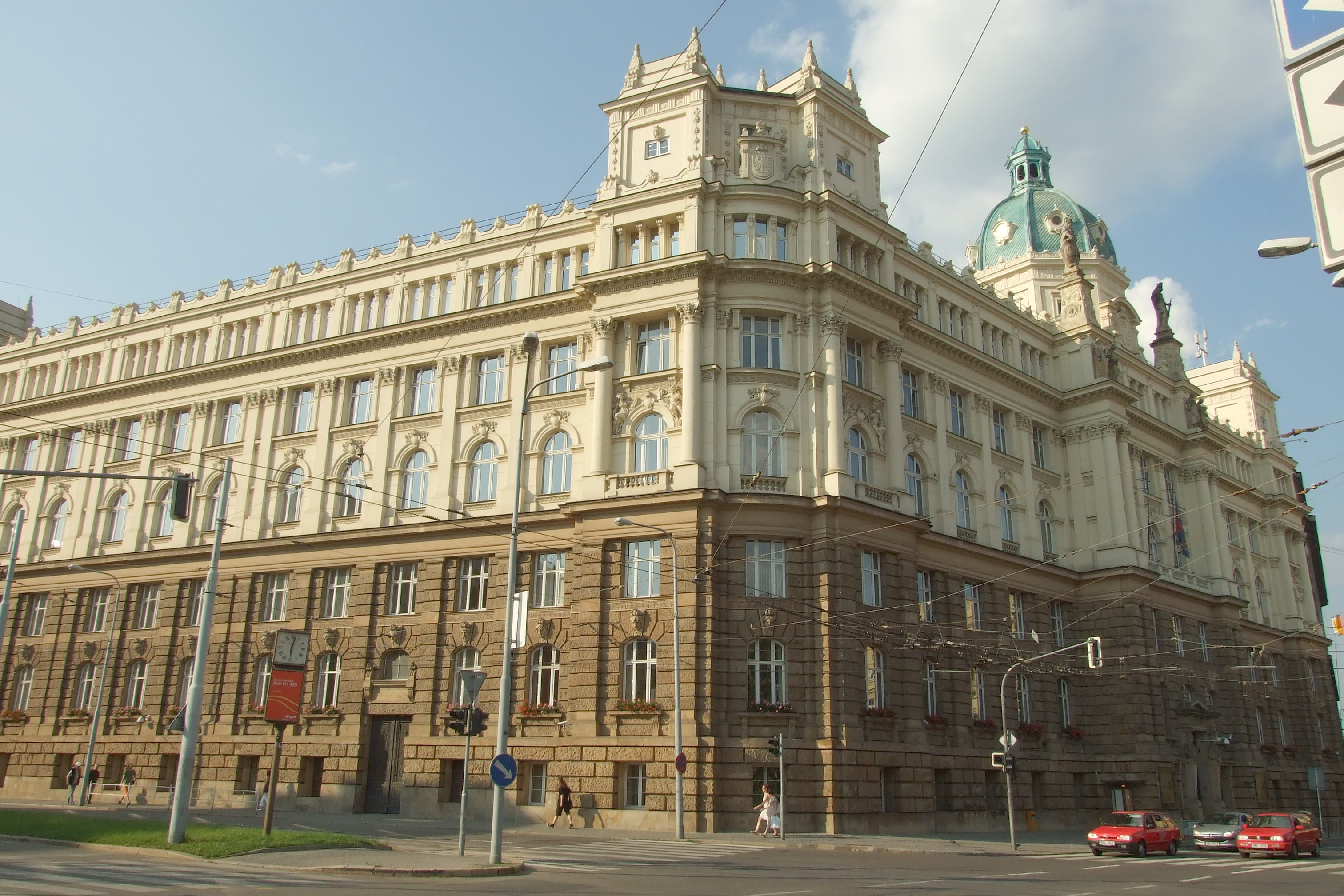
Nový zemský dům v Brně – v současnosti sídlo krajského úřadu Jihomoravského kraje

Brněnský kraj byl zřízen spolu s dalšími samosprávnými kraji na základě článku 99 a následujících Ústavy České republiky, ústavního zákona č. 347/1997 Sb., o vytvoření vyšších územních samosprávných celků, který stanoví názvy krajů a jejich vymezení výčtem okresů (území okresů definuje vyhláška ministerstva vnitra č. 564/2002 Sb.) a pro vyšší územní samosprávné celky stanoví označení „kraje“. Kraje definitivně vznikly 1. ledna 2000, samosprávné kompetence získaly na základě zákona č. 129/2000 Sb., o krajích (krajské zřízení), dne 12. listopadu 2000, kdy proběhly první volby do jejich nově zřízených zastupitelstev. Toto krajské členění je obdobné krajům z let 1948–1960, zřízených zákonem č. 280/1948 Sb.
K 31. květnu 2001, dnem vyhlášení novelizačního ústavního zákona č. 176/2001 Sb., byl přejmenován Brněnský kraj na Jihomoravský kraj, současně byly přejmenovány i další tři kraje. Zákonem 387/2004 Sb. bylo k 1. lednu 2005 přesunuto 25 obcí z kraje Vysočina do Jihomoravského kraje.
Jihomoravský kraj existoval už v Československu od roku 1960 do roku 1990. Byl větší než současný Jihomoravský kraj, patřily k němu i části dnešních krajů Vysočina, Olomouckého a Zlínského. Po roce 1990 tento kraj sice ještě formálně existuje, ale už nemá správní orgány s obecnou působností, je pouze obvodem Krajského soudu Brně a některých dalších orgánů státní správy.
Už prehistorické doby proslavily jižní Moravu více než jiné části dnešního Česka. Dolní Věstonice, u nichž se našly známé památky z doby lovců mamutů v čele s tzv. věstonickou Venuší, leží právě zde.
Na jižní Moravě bylo jedno z center Velkomoravské říše v 8. a 9. století. Po dobytí Moravy českým knížetem Oldřichem se její jih dělil na úděl brněnský a znojemský. Ve Znojmě najdeme jednu z nejstarších rotund na území dnešní České republiky. Brno, dnešní hlavní město kraje, bylo už od 14. století sídlem moravských markrabat a zasedal zde Moravský zemský sněm, který ovšem střídavě zasedal také v Olomouci a v době svého vzniku i ve Znojmě.
Jednou ze světově nejproslulejších událostí, které se na jižní Moravě udály, je také bitva tří císařů u Slavkova 2. prosince 1805, v níž francouzský císař Napoleon porazil spojená vojska rakouského císaře Františka a ruského cara Alexandra.

## Hospodářství

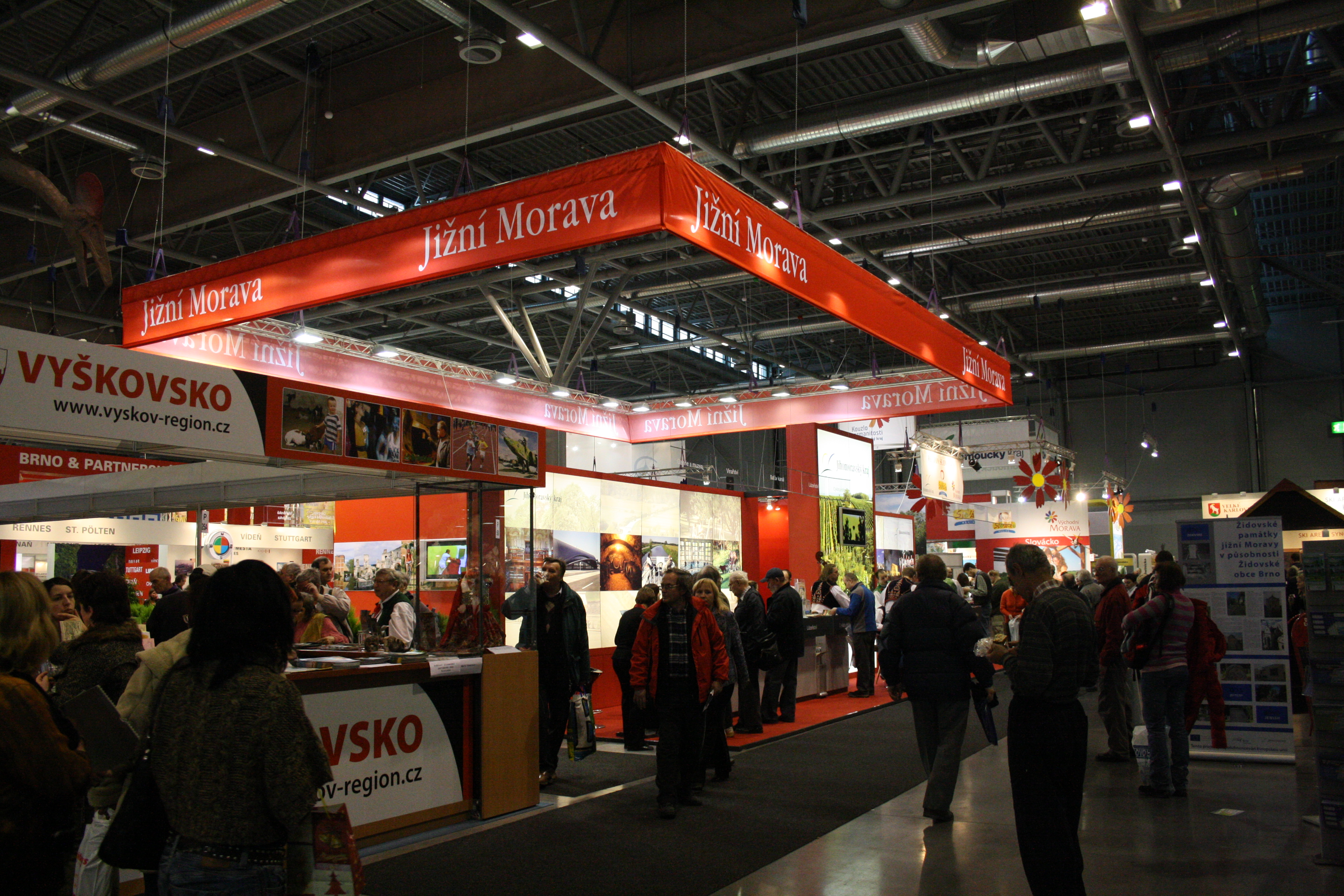
Prezentace Jihomoravského kraje na veletrhu Regiontour 2010 v Brně

### Průmysl
Nejvýznamnější roli v hospodářství má strojírenský průmysl. Centrem strojírenského průmyslu je Brno (První brněnská strojírna, Siemens, výroba turbín, traktorů Zetor). Další významnou oblastí strojírenského průmyslu je Blansko (ČKD Blansko Holding, Metra), Kuřim (TOS Kuřim), Boskovice (Minerva, Novibra) nebo Břeclav (OTIS Escalators).[zdroj?] Více než stoletou tradici má v kraji i elektrotechnický průmysl (Siemens Drásov, VUES, ZPA). Potravinářský průmysl je rozmístěn hlavně na jihu a východě kraje (Brno, Znojmo, Břeclav, Mikulov). Jedná se hlavně o zpracování masa (Tišnov – Steinhauser), zpracování sterilované zeleniny (dříve ve Znojmě, nyní v Bzenci) a cukrovary (Hrušovany nad Jevišovkou – společnost Moravskoslezské cukrovary). V kraji se nachází čtyři velké[zdroj?] pivovary (Starobrno, Černá Hora, Vyškov a Znojemský městský pivovar) a mnoho velkovýrobců vína (např. Znovín Znojmo nebo Vinium ve Velkých Pavlovicích). Chemický a farmaceutický průmysl je v kraji soustředěn především v Brně (dříve Lachema), Ivanovicích na Hané (Bioveta) a ve Veverské Bítýšce (Hartmann Rico).

### Zemědělství
Podnebí patří k nejteplejším v ČR. Zemědělství je rozvinuto nejvíce v nížinách. Celkový význam v pěstování obilnin: pšenice, ječmen a kukuřice. Zelenina: okurka setá, paprika setá, kapie a rajčata. Ovoce: broskve, meruňky a hlavně vinná réva. Téměř 60 % plochy kraje tvoří zemědělská půda, z níž 83 % je orná půda. Přes 96 % vinic v České republice leží právě na jižní Moravě ve vinařské oblasti Morava. Hodně rozšířený je zde chov prasat, vodní drůbeže a kura domácího.

## Doprava
Krajské město Brno je důležitým železničním i silničním uzlem. Dálnicemi je napojeno na Prahu (dálnice D1), Olomouc (dálnice D1 a dálnice D46) i slovenskou Bratislavu (dálnice D2), dobré spojení je i do nedaleké rakouské Vídně (dálnice D52 a silnice I/52). Důležitou severojižní spojnicí je silnice I/43 na Svitavy. Na území kraje zasahuje také dálnice D55. Železnicí bylo Brno spojeno s Vídní roku 1839, s Prahou roku 1849. Dnes se jedná o I. tranzitní železniční koridor mezi Vídní (resp. Bratislavou) a Prahou, který prochází krajem mezi Letovicemi a Břeclaví/Lanžhotem. Jihomoravským krajem vede i II. tranzitní železniční koridor mezi Břeclaví a Moravským Pískem, jenž dále pokračuje na Ostravu a do Polska. V Brně se nachází mezinárodní letiště Brno-Tuřany.

### Dopravní obslužnost větších sídel
Z větších sídel jsou na dálniční síť přímo napojena města Brno, Břeclav a Vyškov. Městy Hodonín a Znojmo prochází silnice I. třídy, městem Blansko pak pouze silnice II. třídy.
Dvoukolejná trať a I. tranzitní železniční koridor spojuje města Břeclav, Brno a Blansko. Dvoukolejná trať a II. tranzitní koridor spojuje města Břeclav a Hodonín. Města Znojmo a Vyškov jsou na železniční síť napojena jednokolejnými tratěmi a nacházejí se mimo hlavní tranzitní tahy.

### Silniční infrastruktura
Jihomoravským krajem procházejí následující dálnice a silnice I. třídy:
Dálnice
- -   (Velká Bíteš) – Devět křížů – Brno
  -   Brno – Holubice
  -  Holubice – Vyškov
  - Vyškov – Ivanovice na Hané (– Hulín)
- Brno – Břeclav –  Kúty
- Vyškov – Drysice (– Olomouc)
- Rajhrad – Pohořelice
- (Uherské Hradiště) – Bzenec

Silnice I. třídy
- (Bystřice nad Pernštejnem – ) Hodonín – Kunštát – Sebranice
- (Náměšť nad Oslavou –) Vysoké Popovice – Rosice – Kývalka, MÚK Brno-západ – Brno
- (Moravské Budějovice) – Grešlové Mýto – Znojmo – Hatě –  (Vídeň)
- Mikulov – Břeclav
- Brno – MÚK Brno-jih
- Brno: Velký městský okruh
- Brno – Černá Hora – Sebranice – Letovice – Stvolová (– Svitavy)
- Brno – MÚK Brno-východ, Holubice – Slavkov u Brna – Bučovice – Kožušice (– Uherské Hradiště)
- Hodonín –  Holíč
- Brno – Rajhrad; Pohořelice – Mikulov –  (Vídeň)
- Znojmo – Pohořelice
- Slavkov u Brna – Kyjov – Bzenec – Veselí nad Moravou – Blatnice pod Svatým Antonínkem – Blatnička (– Strání)
- (Uherský Ostroh –) Veselí nad Moravou – Hodonín – Břeclav –  (Reintal)
- Sudoměřice –  Skalica
- (Uherský Ostroh –) Blatnice pod Svatým Antonínkem – Velká nad Veličkou –  Vrbovce

## Věda a vzdělání
V Brně je několik veřejných a státních vysokých škol – Janáčkova akademie múzických umění, Masarykova univerzita, Mendelova univerzita v Brně, Univerzita obrany, Veterinární univerzita Brno a Vysoké učení technické v Brně. Jihomoravský kraj dal v roce 2015 na vědu a výzkum 3,8 % svého HDP, což ho řadí na první místo mezi českými kraji. Obzvláště město Brno vyniká podporou vědy a výzkumu, hlavně v oblasti IT, až se mu začalo přezdívat „české Silicon Valley“.